# 4-Chlorphenylacetonitril
4-Chlorphenylacetonitril ist eine chemische Verbindung aus der Gruppe der Nitrile.

## Gewinnung und Darstellung
Die Verbindung kann durch Reaktion von 4-Chlorbenzylchlorid mit Natriumcyanid oder Kaliumcyanid gewonnen werden.

## Eigenschaften
4-Chlorphenylacetonitril ist ein farb- und geruchloser Feststoff, der praktisch unlöslich in Wasser ist.

## Verwendung
4-Chlorphenylacetonitril wird zur Herstellung von Arzneistoffen (zum Beispiel Chlorphenamin, Pyrimethamin und Sibutramin) verwendet.